# 坎德比內 (蘇梅區)
51°10′30″N 34°24′24″E / 51.17500°N 34.40667°E
坎德比內（烏克蘭語：Кандибине）是位於烏克蘭東北部的村莊，由蘇梅州蘇梅區的比洛皮利亞市鎮負責管轄。該村距離布布利科韋和胡里尼夫卡1公里，海拔高度167米，2001年人口4。